# شياكو أساكاوا
شياكو أساكاوا (باليابانية: 浅川智恵子؛ بالكانا: あさかわ ちえこ) هي عالمة حاسوب يابانية عمياء. اشتهرت بفضل أعمالها في أبحاث الوصول خاصة في طوكيو. كما عُرفت بفضل عملها على برمجة متصفح نتسكيب وإضافة كل المكونات المتقدمة فيه. كما عملت في وقت لاحق من مسيرتها المهينة على قارئ الملفات وحصلت على العديد من الجوائز الحكومية والتقديرية.

## التعليم المهني
وُلدت أساكاوا ببصر عادي، لكنها أُصيبت في وقت لاحق بتضرر في ابعصب البصري أثناء سباحتها في سن الحادية عشر، فبدأت تفقد بصرها تدريجيا. عندما بلغت سن الرابعة عشر عُميت تماما. حصلت على درجة البكالوريوس في الأدب الإنجليزي في جامعة غاكوين في أوساكا عام 1982 ثم أخدت دورة تدريبية مدتها سنتان في برمجة الكمبيوتر للمكفوفين باستخدام طريقة أوبتاكون حيث تقوم على ترجمة الكلمات والتعابير البرمجية إلى كلمات واضحة ومحسوسة عن طريق اللمس. انضمت إلى مختبر أبحاث آي بي إم فشغلت وظيفة مؤقتة عام 1984 ثم أصبحت موظفة دائمة وباحثة. في عام 2004 حصلت على درجة الدكتوراه في الهندسة من جامعة طوكيو.

## المساهمات
ركَّزت أساكاوا في عملها وبحوثها على تطوير معالج النصوص من خلال الاعتماد على طريقة برايل كما حاولت تطوير المكتبة الرقمية بالاعتماد على وثائق برايل؛ ثم ركزت في وقت لاحق على تطوير متصفح نتسكيب والعمل على تحويل النص إلى خطاب كما شاركت خبراتها مع عشرات المواقع والشركات من أجل تطوير خدمات الملاحة للمكفوفين على شبكة الإنترنت وطورت نظام من شأنه أن يسمح لمصممي الويب تجربة شبكة الإنترنت على أساس أنهم مكفوفين.
في الآونة الأخيرة عملت على الوسائط المتعددة وعلى ما تحتويه،  كما عملت على التغيرات التكنولوجية والاجتماعية التي من شأنها أن تسمح للمسنين بالعمل لأكثر من سنة قبل الوصول لسن التقاعد الرسمي،  وطوّّرت في وقت لاحق تكنولوجيا من شأنها أن تجعل العالم المادي في متناول المكفوفين.

## الجوائز والأوسمة
حصلت أساكاوا على جائزة المرأة في التكنولوجيا ثم تم تكريمها في قاعة المشاهير الدولية عام 2003.
أصبحت زميلة في مختبر آي بي إم؛ ثم تم تكريمها عام 2009 لتصبح خامس شخص وأول امرأة يابانية تحصل على مرتبة الشرف هذه. في عام 2011 حصلت على جائزة أنيتا بورغ من معهد المرأة والتكنولوجيا. كانت المتحدثة الرئيسية في المؤتمر الدولي الرابع حول تطوير برامج لتعزيز إمكانية الوصول والاستفادة من المعلومات المنشورة على النت. في عام 2013 منحتها الحكومة وسام الشرف ذو الوشاح الأرجواني. كتبت ورقة بحثية عام 1998 مع تاكاشي حيث ركزت على واجهة المستخدم للمكفوفين على شبكة الإنترنت.
في عام 2017 انتخبت عضوة أجنبية في الأكاديمية الوطنية للهندسة في الولايات المتحدة.